# 폴리 (이탈리아)
폴리(이탈리아어: Poli)는 이탈리아 라치오주 로마현에 위치한 코무네이다. 교황 인노첸시오 13세가 태어난 곳이기도 하다.

## 주요 관광지
역사상 이곳은 폴리의 운명과도 연관되어 있다. 사실 12세기에는 오도 3세의 소유였으며, 이후 오도 3세는 이 지역을 6세기 동안 통치했던 백작 가문에게 넘겨주었다. 그 후 소유물은 다른 집의 손에 넘어갔다.
두 지역의 연결은 1826년에 공식적으로 이루어졌으며, 이 연결은 1930년까지 지속되었으며, 그 때 구아다뇰로(Guadagnolo)는 카프라니카 프레네스티나(Capranica Prenestina) 자치구의 일부가 되었다. 두 마을은 천여 년 전에 창립된 이래 항상 공통된 운명으로 연결되어 약 800년 동안 같은 영지의 일부였다. 2010년부터 폴리와 구아다뇰로를 직접 연결하는 자동차로도 접근할 수 있는 파노라마 도로가 개통되었다. 그러나 구아다뇰로 절벽에서 폴리를 포함한 다양한 목적지로 이어지는 자연 산책로가 있다. 여행 일정은 코나(Cona)의 일정이다. 폴리(Poli)의 중앙 광장에서 산 오르막을 가리키는 덕트를 벗고 올리브 숲과 혼합 나무 사이로 경로가 이어지며 코나(Cona)에 도달하면 초목이 급격하게 변하고 습기가 많은 곳과 신선한 곳 사이로 이동한다. 계속해서 아르카(Arcà) 도랑을 건너고 잠시 후 여정의 단계인 구아다뇰로의 인상적인 요새를 감상할 수 있는 숲을 빠져나온다.

## 기후
폴리는 프레네스티니 산맥(Prenestini Mountains) 중앙에 위치하고 있으며 거의 완전히 산으로 둘러싸여 있다. 그러나 폴리의 기후는 두 가지 뚜렷한 기후대로 구분할 수 있다. 남부 지역은 온화하고 여름은 시원하고 겨울은 그리 춥지 않은 반면, 북부 지역은 더 춥고 여름은 통풍이 잘되고 겨울은 춥다. 눈과 비가 자주 내릴 가능성이 있다. 추운 계절에는 상부와 하부 모두 안개가 자주 발생한다.
- 기후 분류: 구역 E, 2121 GR/G